# Episcada canilla
Episcada canilla är en fjärilsart som beskrevs av William Chapman Hewitson 1874. Episcada canilla ingår i släktet Episcada och familjen praktfjärilar. Inga underarter finns listade i Catalogue of Life.